# Symposia
Symposia là một chi nhện trong họ Cybaeidae.

## Hình ảnh

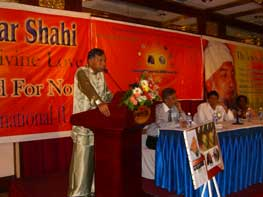
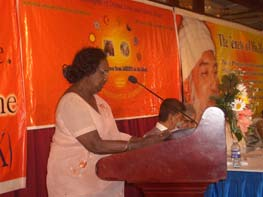
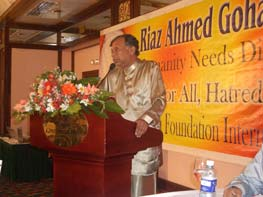
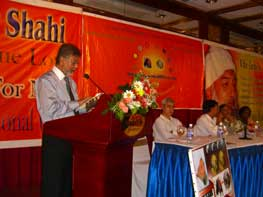